# Berchemia kulingensis
Berchemia kulingensis är en brakvedsväxtart som beskrevs av Camillo Karl Schneider. Berchemia kulingensis ingår i släktet Berchemia och familjen brakvedsväxter. Inga underarter finns listade i Catalogue of Life.